# 前田亞美
前田亞美（日语：前田 亜美，1995年6月1日—），日本女歌手，是女子偶像團體AKB48 Team A的前成員，AKB48在籍期間隸屬於經紀公司AKS旗下。出生於東京都。

## 來歷
2008年
- 參加AKB48第四回研究生（7期生）甄選合格。

2009年
- 8月23日舉行的「讀賣新聞創刊135周年記念演唱會 AKB104選拔成員組閣祭」的晚場公演中，同年10月將昇格成為Team A的成員（實際正式昇格是2010年7月27日）。是高橋Team A成員中最年少的。此外，新Team公演開始時期的關係上，岩佐美咲為7期生最後的昇格者。

2010年
- 9月21日舉行的「AKB48第19張單曲選拔猜拳大會」得到第5位，首次成為選抜成員。

2011年
- 4月30日，青少年向的雑誌「LOVE BERRY」（徳間書店）在自人的博客透露成為專屬模特兒[1]。
- 5月至6月舉行的「AKB48第22張單曲選拔總選舉」得到第37位，入選為Under Girls[2]。
- 9月20日舉行的「AKB48第24張單曲選拔猜拳大會」得到第7位，成為選抜成員，連續兩屆單曲選拔猜拳大會成為選抜成員[3]。

2012年
- 5月至6月舉行的「AKB48第27張單曲選拔總選舉」得到第42位。入選為Next Girls。
- 8月24日舉行的「AKB48 in TOKYO DOME ～1830m的夢想～東京巨蛋演唱會」宣布移籍到Team K。
- 9月18日舉行的「AKB48第29張單曲選拔猜拳大會」得到前16名，成為選抜成員，唯一連續三屆單曲選拔猜拳大會成為選抜成員。

2013年
- 6月舉行的「AKB48第32張單曲選拔總選舉」得到第53位。入選為Future Girls。

2014年
- 2月24日，於「AKB48集團大組閣祭」中宣布所屬隊伍由Team K轉移至Team A[4]。

2016年
- 6月1日，宣佈從AKB48畢業。
- 8月29日，出演畢業公演後畢業。

### 所屬事務所遍歴
flos two→AKS→flos two→AKS→奧斯卡傳播

## 人物
- 3姐妹中的次女。
- 粗眉毛是其特點。曾在小學因此而被欺負，但此特點本人卻引以為傲，班上的同學都將眉毛修細，但自己卻不肯修。經常有粉絲叫不出名字，但卻因其粗眉毛而記得她而以『粗眉毛女孩』稱之，而本人也毫不介意。
- 於2010年3月25日舉辦的AKB48滿席祭 希望贊否兩論第3公演中從AKS移籍到了flos two。
- 容易出手汗[5]。
- 有花粉症[6]。

### AKB48相關
- AKB48尊敬成員是宮澤佐江。
- 憧憬的成員是前田敦子[7]。
- 與Team A的大家志津香、指原莉乃關係很好，是像父女和母女一樣的存在。
- 剛加入AKB48時有過因記不住舞步而在上課時被罵，在回家途中哭的經驗。
- 由於在三屆猜拳大會上與從屬於太田製作的成員對決都保持全勝記錄，以至於存在從屬太田的成員遇上前田亞美必敗的迷信傳說。
在猜拳大會上敗在前田亞美手上的太田事務所成員有：前田敦子、大島優子（連續兩屆）、指原莉乃、北原里英。
- 在猜拳大會暫時是唯一一個成員能夠連續三屆進入選拔。

## 參加AKB48樂曲

### 單曲CD
|      | 發行 日期       | 單曲名稱                | 參與歌曲名稱                | 分隊名義        | 收錄 版本            | MV | 備註                   |
| ---- | --------------- | ----------------------- | --------------------------- | --------------- | -------------------- | -- | ---------------------- |
| 14th | 2009年 10月21日 | RIVER                   | 因為喜歡你 （君のことが好きだから）             | Under Girls     | 通常盤 劇場盤        | ★  | 參與時仍為研究生       |
| 15th | 2010年 2月17日  | 櫻花印記 （桜の栞）           | 遠距離海報 （遠距離ポスター）             | Team PB         | Type-A 劇場盤        | ★  | 參與時仍為研究生       |
| 16th | 2010年 5月26日  | 馬尾與髮圈 （ポニーテールとシュシュ）         | 被盜了的唇 （盗まれた唇）             | Under Girls     | Type-A Type-B 劇場盤 | ★  | 與松井玲奈成為雙center |
| 17th | 2010年 8月18日  | 無限重播 （ヘビーローテーション）           | 蔬菜姊妹 （野菜シスターズ）               | 蔬菜姊妹        | Type-A 劇場盤        | ★  |                        |
| 18th | 2010年 10月27日 | Beginner                | 專屬於我的Value （僕だけのvalue）        | Under Girls     | 全版本               | ★  |                        |
| 19th | 2010年 12月8日  | 機會的順序 （）         | 機會的順序 （）             |                 | 全版本               | ★  | 首度獲選AKB48單曲選拔  |
| 19th | 2010年 12月8日  | 機會的順序 （）         | 預約的聖誕節 （予約したクリスマス）           |                 | 全版本               | ★  |                        |
| 19th | 2010年 12月8日  | 機會的順序 （）         | 與核桃對話 （胡桃とダイアローグ）             | Team A          | Type-A               | ★  |                        |
| 20th | 2011年 2月16日  | 變成櫻花樹 （桜の木になろう）         | 偶然的十字路 （偶然の十字路）           | Under Girls     | 全版本               | ★  |                        |
| 21st | 2011年 5月25日  | Everyday、髮箍 （Everyday、カチューシャ）     | 鬥魂 （ヤンキーソウル）                   | 馬路須加學園    | Type-A               | ★  |                        |
| 22nd | 2011年 8月24日  | 飛翔入手 （）           | 不能擁抱你 （抱きしめちゃいけない）             | Under Girls     | 全版本               | ★  |                        |
| 22nd | 2011年 8月24日  | 飛翔入手 （）           | 不知不覺的青春 （青春と気づかないまま）         |                 | Type-A               | ★  |                        |
| 22nd | 2011年 8月24日  | 飛翔入手 （）           | 野菜占卜 （野菜占卜い）               | 蔬菜姊妹2011    | 劇場盤               |    |                        |
| 23rd | 2011年 10月26日 | 風正在吹 （風は吹いている）           | 你的背影 （君の背中）               | Under Girls     | 全版本               | ★  |                        |
| 24th | 2011年 12月7日  | 崇尚麻里子 （）         | 崇尚麻里子 （）             |                 | 全版本               | ★  |                        |
| 24th | 2011年 12月7日  | 崇尚麻里子 （）         | 鄰人不受傷 （隣人は傷つかない）             | Team A          | Type-A               | ★  |                        |
| 25th | 2012年 2月15日  | GIVE ME FIVE!           | 如果是榮格或佛洛伊德 （ユングやフロイトの場合）   | Special Girls C | 劇場盤               |    |                        |
| 26th | 2012年 5月23日  | 仲夏的Sounds good! （真夏のSounds good !） | 3滴眼淚 （３つの涙）                | Special Girls   | 全版本               | ★  |                        |
| 27th | 2012年 8月29日  | 格子花紋 （ギンガムチェック）           | DoReMiFa音痴 （ドレミファ音痴）           | Next Girls      | Type-A               | ★  |                        |
| 28th | 2012年 10月31日 | UZA                     | 破壞&重建 （スクラップ＆ビルド）              | Team K          | Type-K               | ★  |                        |
| 29th | 2012年 12月5日  | 永遠的壓力 （永遠プレッシャー）         | 永遠的壓力 （永遠プレッシャー）             |                 | 全版本               | ★  |                        |
| 30th | 2013年 2月20日  | So long!                | 夕陽玛丽 （夕陽マリー）               | Team K          | Type-K               | ★  |                        |
| 31st | 2013年 5月22日  | 再見自由式 （さよならクロール）         | How come ?                  | Team K          | Type-K               | ★  |                        |
| 32nd | 2013年 8月21日  | 戀愛幸運餅 （恋するフォーチュンクッキー）         | 估計果醬 （推定マーマレード）               | Future Girls    | Type-K               | ★  |                        |
| 33rd | 2013年 10月30日 | 真心電流 （ハート・エレキ）           | 細雪的悔悟 （細雪リグレット）             | Team K          | Type-K               | ★  |                        |
| 35th | 2014年 2月26日  | 勇往直前 （前しか向かねえ）           | 早看穿你的謊言 （君の嘘を知っていた）         | Beauty Giraffes | Type-A               | ★  |                        |
| 36th | 2014年 5月21日  | 拉布拉多尋回犬 （ラブラドール・レトリバー）     | 你是反覆無常的 （君は気まぐれ）         | Team A          | Type-A               | ★  |                        |
| 37th | 2014年 8月27日  | 心意告示牌 （心のプラカード）         | 直到口香糖没了味道为止 （チューインガムの味がなくなるまで） | Upcoming Girls  | Type-C               | ★  |                        |
| 38th | 2014年 11月28日 | 希望无限 （）           | 顺从的Slave （従順なSlave）            | Team A          | Type-A               | ★  |                        |
| 38th | 2014年 11月28日 | 希望无限 （）           | Reborn                      | Team Surprise   | 剧场盘               | ★  |                        |

- 標註有「★」符號者表示該首歌曲有拍攝對應的MV，且前田亞美也參與了影片拍攝。

### 專輯CD
|     | 發行 日期      | 專輯名稱                          | 參與歌曲名稱      | 名義                    | 收錄 版本 | 備註 |
| --- | -------------- | --------------------------------- | ----------------- | ----------------------- | --------- | ---- |
| 3rd | 2011年 6月8日  | 就是在這裡 （）                   | Overtake          | Team A                  | 全版本    |      |
| 3rd | 2011年 6月8日  | 就是在這裡 （）                   | 任性的收藏品 （わがままコレクション） |                         | 全版本    |      |
| 3rd | 2011年 6月8日  | 就是在這裡 （）                   | 就是在這裡        | AKB48+SKE48+SDN48+NMB48 | 全版本    |      |
| 4th | 2012年 8月15日 | 1830m                             | Hate              | Team A                  | 全版本    |      |
| 4th | 2012年 8月15日 | 1830m                             | 肚子咕咕叫 （ぐ～ぐ～おなか）   |                         | 通常盤    |      |
| 4th | 2012年 8月15日 | 1830m                             | 藍天 不會寂寞嗎？ | AKB48+SKE48+NMB48+HKT48 | 全版本    |      |
| 5th | 2014年 1月22日 | 未來軌跡 （次の足跡）                     | 共犯 （共犯者）         | Team K                  | Type-B    |      |
| 6th | 2015年 1月21日 | 这里是罗德斯岛、在这里跳吧！ （ここがロドスだ、ここで跳べ!） | Oh! Baby!         | Team A                  | Type-A    |      |

## 剧场公演分组曲
| 公演名稱                              | 參與歌曲名稱    | 備註                                 |
| ------------------------------------- | --------------- | ------------------------------------ |
| 研究生时期                            |                 |                                      |
| Team K 4th Stage「最终钟声鸣响」公演  | 對不起 我的寶石 | 伴舞                                 |
| Team A 5th Stage「恋愛禁止条例」公演  | 暴風驟雨之間    | 伴舞                                 |
| Team A 5th Stage「恋愛禁止条例」公演  | 盛夏的聖誕玫瑰  | 伴舞                                 |
| Team K 5th Stage「引体后空翻」公演    | 如能被你緊擁    | 河西智美休演时的代演                 |
| Team B 4th Stage「偶像的黎明」公演    | 單戀對角線      | 伴舞                                 |
| Team B 4th Stage「偶像的黎明」公演    | 殘念少女        | 渡邊麻友休演时的代演                 |
| Team 研究生 Stage“偶像的黎明”公演     | 殘念少女        |                                      |
| THEATER G-ROSSO「不要讓夢想死去」公演 | Bye Bye Bye     | 以小嶋陽菜、小林香菜和仁藤萌乃為代演 |
| 高橋Team A                            |                 |                                      |
| Team A 6th Stage「目擊者」公演        | 仙人掌與淘金熱  |                                      |
| 大岛Team K                            |                 |                                      |
| 大岛Team K “Waiting”公演 至6月14日    | 单恋对角线      |                                      |
| 大岛Team K “Waiting”公演 至6月14日    | 向日葵          | 松井珠理奈休演时的代演               |
| 6月18日起                             | 诱惑的吊袜带    |                                      |
| 6月18日起                             | 来一块糖果      | 松井珠理奈休演时的代演               |
| Team K Waiting公演Ⅱ“最终钟声鸣响”     | 對不起 我的寶石 |                                      |
| 高橋Team A（第二次）                  |                 |                                      |
| Team A 7th Stage「恋愛禁止条例」公演  | 盛夏的圣诞玫瑰  | 古畑奈和休演时的代演                 |
| Team A 7th Stage「恋愛禁止条例」公演  | 恋愛禁止条例    | 岩田華怜休演时的代演                 |

## 演出
AKB48的演唱會、和作為團體的演出（包括CM・活動）請參照AKB48出演

### 電視劇
- 馬路須加學園 最終話（2010年3月26日、東京電視台） - 飾演 馬路須加女学園學生
- 馬路須加學園2 第2話 - 最終話（2011年4月22日 - 7月1日、東京電視台） - 飾演 まゆげ

### 電視節目
- 週刊AKB（2009年7月10日 - 不定期出演、東京電視台）
- AKBINGO!（2009年8月19日 - 不定期出演、日本電視台）
- AKB48神TV（ファミリー劇場）
  - 特別節目〜分組對抗!春季保齡球大賽〜（2010年4月30日）
  - Season5（2010年12月5日・12日・19日）
- 原來如此!高校（2010年10月9日・2011年4月21日 - 、日本電視台）
- AKB和××!（2010年10月28日、讀賣電視台）
- 有吉AKB共和国（2011年2月3日・10日・3月10日、TBS）
- AKB-級グルメスタジアム（2011年2月13日、食と旅のフーディーズTV）
- すイエんサー（2009年10月13日、NHK教育台）
- R的法則（2011年3月30日、NHK教育台）
- 微妙〜（2011年11月10日 - 24日、ひかりTV）
- AKB子兔道場（2013年1月18日 、2月15日、3月22日、東京電視台）

### 雜誌
- ニコ☆プチ（日语：ニコ☆プチ） 2007年秋號
- I Love 東京ディズニーリゾート2009

### 廣播
- AKB48 明日までもうちょっと。（2010年4月5日、文化放送）

## 書籍

### 写真集
- 前田亞美 2011年日曆（2010年9月30日、ハゴロモ）
- Team KISHIN From AKB48「窓からスカイツリーが見える」（2010年10月10日、小学館）

## 腳註
1. ↑  ラブベリー** （页面存档备份，存于） - 前田亞美公式部落格 2011年4月30日
2. ↑  AKB48 第22張單曲選抜總選舉結果 （页面存档备份，存于） - AKB48オフィシャルブログ〜TOKYO DOMEまでの軌跡〜 2011年6月10日
3. ↑  AKB48 24th單曲選拔猜拳選抜決定！&1位〜8位發表！ （页面存档备份，存于） - AKB48オフィシャルブログ〜TOKYO DOMEまでの軌跡〜 2011年9月20日
4. ↑  . AKB48官方網站. 2014-02-24  [2014-02-26]. （原始内容存档于2014-02-27） （日语）.
5. ↑  在AKBINGO!第161期中被成员透露
6. ↑  なりたくなかった…( ｐ_ｑ) （页面存档备份，存于） - 前田亜美公式ブログ 2011年3月5日
7. ↑  『AKB48 DVD MAGAZINE Vol.05D AKB48 19th シングル選抜 「じゃんけん大会」 51のリアル〜Dブロック編』「前田亜美のリアル」

## 外部連結
- AKB48官網個人介紹頁 （页面存档备份，存于）（日語）
- flos two官網（日語）
- 前田亞美Blog「Maeda Ami Official Blog」Powered by Ameba （页面存档备份，存于）（日語）
- 前田亞美的X（前Twitter）（日語）
- 前田亞美的Instagram帳戶（日語）